# 4044-es busz
A 4044-es jelzésű autóbuszvonal Kazincbarcika és Hangács között húzódó helyközi vonal, amelyet a Volánbusz Zrt. üzemeltet Edelény érintésével.

## Útvonala
Kazincbarcika Szent Flórián térről indul. Először a 26-os főúton, majd Múcsony irányába, a 2606-os mellékúton halad, keresztezi a Miskolc–Bánréve–Ózd vasútvonalat. A Sajó fölött áthaladva éri el a települést. Itt jobbra kanyarodik a 27-es főút felé, melyet a vonal 8. kilométerénél érint. 3 kilométer múlva Edelény belterületére ér, és a legrövidebb módon a város autóbusz állomására érkezik. A járatoknak a fele innen indul és ide érkezik. Az egykori község, Finke felé hajt tovább, majd a mára már Edelény alsó nevet viselő állomást is kiszolgálja. Borsodszirák következik, egy ideig párhuzamosan fut a Miskolc–Tornanádaska vasútvonallal. Nemsokkal később a 26 137-es mellékútra kanyarodik, melyen Ziliz községet éri el többek között. Azt követi a szomszédos Nyomár, majd a vonal végállomására érkezik, Hangácsra, mely egyben zsákfalu is.
Ellentétes irányban egyik munkanapi Kazincbarcika autóbusz-állomásig közlekedik. Ezen kívül útvonala változatlan.

## Közlekedése
Indításszáma átlagos, fele-fele arányban indulnak a járatok hangácsi végállomással vagy Kazincbarcikáról, vagy Edelényből. Szólók közlekednek rajta, a héten általában ugyanolyan rendszerességgel. Kazincbarcika Szent Flórián terén autóbuszos csatlakozás biztosított Miskolc felé/felől (3765-ös vonal).
Részben azonos útvonalon futó vonalak: 3772, 3795, 4040.
| Viszonylat                                                 | Indításszám     | Közlekedési rend          |
| ---------------------------------------------------------- | --------------- | ------------------------- |
| Kazincbarcika, Szent Flórián tér – Hangács, tűzoltószertár | 2 pár           | tanítási napokon          |
| Kazincbarcika, Szent Flórián tér – Hangács, tűzoltószertár | 3 oda, 2 vissza | tanszünetben munkanapokon |
| Kazincbarcika, Szent Flórián tér – Hangács, tűzoltószertár | 1 pár           | hétvégén                  |
| Edelény, aut. áll. – Hangács, tűzoltószertár               | 1 oda           | munkanapokon              |
| Edelény, aut. áll. – Hangács, tűzoltószertár               | 1 oda, 2 vissza | hétvégén                  |
| Hangács, tűzoltószertár ➝ Kazincbarcika, aut. áll.         | 1 oda           | munkanapokon              |

## Megállóhelyei
| Munkanapokon 1 alkalommal érintett. |                                                                |         | |
| ∫                                   | Kazincbarcika, autóbusz-állomás végállomás                     | 0.0 km  | 3, 9 1054 3408, 3756, 3763, 3764, 3765, 3766, 3767, 3770, 3772, 3773, 4040, 4041, 4046, 4047, 4048, 4050, 4052, 4057, 4059, 4060, 4065, 4066, 4069, 4070, 4075, 4080, 4082, 4083, 4084, 4154                                                  |
| ∫                                   | Kazincbarcika, Ifjúmunkás tér                                  | ∫       | 3 3408, 3756, 3763, 3764, 3765, 3770, 3772, 3773, 4040, 4041, 4047, 4048, 4050, 4052, 4057, 4059, 4060, 4065, 4066, 4069, 4070, 4075, 4080, 4082, 4083, 4084, 4153                                                                            |
| ∫                                   | Kazincbarcika, kórház                                          | ∫       | 3 1054 3408, 3756, 3763, 3764, 3765, 3770, 3772, 3773, 4040, 4041, 4047, 4048, 4050, 4052, 4057, 4059, 4060, 4065, 4066, 4069, 4070, 4075, 4080, 4082, 4083, 4084, 4153                                                                       |
| ∫                                   | Kazincbarcika, városháza                                       | ∫       | 3 1369, 1384, 1410, 1411 3756, 3763, 3764, 3765, 3770, 3772, 3773, 4040, 4041, 4047, 4048, 4050, 4052, 4059, 4060, 4063, 4065, 4067, 4069, 4070, 4075, 4080, 4082, 4083, 4084                                                                 |
| ∫                                   | Kazincbarcika, központi iskola                                 | ∫       | 3756, 3763, 3764, 3765, 3770, 3772, 3773, 4040, 4041, 4047, 4048, 4050, 4052, 4059, 4060, 4063, 4065, 4067, 4069, 4070, 4075, 4080, 4082, 4083, 4084                                                                                          |
| ∫                                   | Kazincbarcika, temető                                          | ∫       | 3756, 3763, 3764, 3765, 3766, 3767, 3770, 3772, 3773, 4040, 4041, 4046, 4047, 4048, 4050, 4052, 4059, 4060, 4063, 4065, 4066, 4067, 4069, 4070, 4075, 4080, 4082, 4083, 4084                                                                  |
| 0                                   | Kazincbarcika, Szent Flórián tér autóbusz-váróterem végállomás | 0.0 km  | 1054, 1369, 1384, 1410, 1411 3756, 3763, 3764, 3765, 3766, 3767, 3769, 3770, 3772, 3773, 4040, 4041, 4043, 4045, 4046, 4047, 4048, 4050, 4052, 4059, 4060, 4063, 4065, 4066, 4067, 4069, 4070, 4075, 4079, 4080, 4081, 4082, 4083, 4084, 4194 |
| 1                                   | Kazincbarcika, VGV telep                                       | 0.7 km  | 3769, 3772, 4040, 4041, 4043, 4069, 4070, 4075, 4078, 4079, 4080, 4081, 4082, 4083, 4084 személyvonat – Kazincbarcika alsó [92.] |
| 2                                   | Szeles IV. akna                                                | 2.4 km  | 3772, 4040, 4041, 4043, 4069, 4070, 4075, 4078, 4079, 4080, 4081, 4082, 4083, 4084 |
| 3                                   | Múcsony, kazincbarcikai elágazás                               | 3.8 km  | 3769, 3772, 4040, 4041, 4043, 4069, 4070, 4075, 4078, 4079, 4080, 4081, 4082, 4083, 4084 |
| 4                                   | Múcsony, Kossuth utca                                          | 4.4 km  | 3772, 3774, 4040, 4041, 4043, 4095 |
| 5                                   | Múcsony, posta                                                 | 5.4 km  | 3772, 3774, 4040, 4041, 4043, 4095 |
| 6                                   | Múcsony, Deák Ferenc utca 50.                                  | 6.5 km  | 3772, 3774, 4040, 4041, 4043, 4095 |
| 7                                   | IV. akna bejárati út                                           | 8.5 km  | 3772, 3774, 4040, 4041, 4043, 4095 |
| 8                                   | Edelény, kollégium                                             | 11.0 km | 3704, 3707, 3708, 3709, 3711, 3772, 3774, 3775, 3793, 4040, 4041, 4043, 4095 |
| 9                                   | Edelény, bányász lakótelep                                     | 11.4 km | 3704, 3707, 3708, 3709, 3711, 3772, 3774, 3775, 3793, 4040, 4041, 4043, 4095 |
| 10                                  | Edelény, Szentpéteri utca 6.                                   | 12.1 km | 3704, 3707, 3708, 3709, 3711, 3772, 3774, 3775, 3793, 4040, 4041, 4043, 4095 |
| 11                                  | Edelény, kórház bejárati út                                    | 13.0 km | 3704, 3707, 3708, 3709, 3711, 3772, 3774, 3775, 3793, 4040, 4041, 4043, 4095 |
| 12                                  | Edelény, kastély bejárati út                                   | 13.6 km | 3704, 3707, 3708, 3709, 3711, 3772, 3774, 3775, 3793, 4040, 4041, 4043, 4093, 4095 |
| 13                                  | Edelény, autóbusz-állomás vonalközi végállomás                 | 14.0 km | 3703, 3704, 3707, 3708, 3709, 3711, 3713, 3772, 3774, 3775, 3776, 3793, 3795, 4040, 4041, 4043, 4092, 4093, 4094 |
| 14                                  | Edelény, KIG telep                                             | 14.8 km | 3703, 3772, 3776, 3795, 4041, 4094 |
| 15                                  | Edelény-Finke, bolt                                            | 15.5 km | 3703, 3772, 3776, 3795, 4041, 4094 |
| 16                                  | Edelény alsó vasúti megállóhely bejárati út                    | 16.2 km | 3703, 3772, 3776, 3795, 4041, 4094 személyvonat – Edelény alsó [94.] |
| 17                                  | Edelény-Finke, mezőgazdasági telep                             | 16.9 km | 3703, 3772, 3776, 3795 |
| 18                                  | Borsodszirák, Rákóczi utca 52.                                 | 18.0 km | 3703, 3772, 3776, 3795 |
| 19                                  | Borsodszirák, kultúrház                                        | 18.5 km | 3703, 3772, 3776, 3795 személyvonat – Borsodszirák [94.] |
| 20                                  | Borsodszirák, Állomás út                                       | 19.6 km | 3703, 3772, 3776, 3795 |
| 21                                  | Zilizi elágazás                                                | 21.1 km | 3703, 3772, 3776, 3795, 3798 |
| 22                                  | Ziliz, bolt                                                    | 22.2 km | 3772, 3776, 3795, 3798 |
| 23                                  | Ziliz, Kossuth utca 78.                                        | 22.7 km | 3772, 3776, 3795, 3798 |
| 24                                  | Kökényesvölgy                                                  | 25.6 km | 3772, 3776, 3795, 3798 |
| 25                                  | Nyomár bejárati út                                             | 26.3 km | 3772, 3776, 3795, 3798 |
| 26                                  | Nyomár, Kossuth út 39.                                         | 26.8 km | 3772, 3776, 3795, 3798 |
| 27                                  | Hangács, orvosi rendelő                                        | 27.8 km | 3772, 3776, 3795, 3798 |
| 28                                  | Hangács, tűzoltószertár végállomás                             | 28.6 km | 3772, 3776, 3795, 3798 |